# Épineuse
Épineuse és un municipi francès, situat al departament de l'Oise i a la regió dels Alts de França. L'any 2007 tenia 275 habitants.

## Demografia

### Població
El 2007 la població de fet d'Épineuse era de 275 persones. Hi havia 80 famílies de les quals 12 eren unipersonals (4 homes vivint sols i 8 dones vivint soles), 24 parelles sense fills, 36 parelles amb fills i 8 famílies monoparentals amb fills.
La població ha evolucionat segons el següent gràfic:
Habitants censats

### Habitatges
El 2007 hi havia 102 habitatges, 91 eren l'habitatge principal de la família, 5 eren segones residències i 6 estaven desocupats. Tots els 102 habitatges eren cases. Dels 91 habitatges principals, 82 estaven ocupats pels seus propietaris, 5 estaven llogats i ocupats pels llogaters i 4 estaven cedits a títol gratuït; 2 tenien dues cambres, 5 en tenien tres, 27 en tenien quatre i 56 en tenien cinc o més. 63 habitatges disposaven pel capbaix d'una plaça de pàrquing. A 30 habitatges hi havia un automòbil i a 52 n'hi havia dos o més.

### Piràmide de població
La piràmide de població per edats i sexe el 2009 era:
| Homes | Edats   | Dones |
| ----- | ------- | ----- |
| 0     | 95 o +  | 0     |
| 0     | 90 a 94 | 4     |
| 0     | 85 a 89 | 4     |
| 0     | 80 a 84 | 0     |
| 0     | 75 a 79 | 0     |
| 4     | 70 a 74 | 0     |
| 4     | 65 a 69 | 0     |
| 4     | 60 a 64 | 12    |
| 0     | 55 a 59 | 4     |
| 8     | 50 a 54 | 4     |
| 12    | 45 a 49 | 0     |
| 16    | 40 a 44 | 8     |
| 16    | 35 a 39 | 24    |
| 8     | 30 a 34 | 16    |
| 0     | 25 a 29 | 0     |
| 4     | 20 a 24 | 0     |
| 4     | 15 a 19 | 4     |
| 16    | 10 a 14 | 20    |
| 16    | 5 a 9   | 8     |
| 8     | 0 a 4   | 4     |

## Economia
El 2007 la població en edat de treballar era de 179 persones, 134 eren actives i 45 eren inactives. De les 134 persones actives 123 estaven ocupades (74 homes i 49 dones) i 11 estaven aturades (3 homes i 8 dones). De les 45 persones inactives 14 estaven jubilades, 18 estaven estudiant i 13 estaven classificades com a «altres inactius».

### Ingressos
El 2009 a Épineuse hi havia 92 unitats fiscals que integraven 278,5 persones, la mediana anual d'ingressos fiscals per persona era de 18.531 €.

### Activitats econòmiques
Dels 7 establiments que hi havia el 2007, 1 era d'una empresa de fabricació d'altres productes industrials, 5 d'empreses de construcció i 1 d'una empresa de comerç i reparació d'automòbils.
Dels 5 establiments de servei als particulars que hi havia el 2009, 1 era un paleta, 2 fusteries, 1 lampisteria i 1 empresa de construcció.
L'únic establiment comercial que hi havia el 2009 era una botiga de material esportiu.
L'any 2000 a Épineuse hi havia 6 explotacions agrícoles.

## Equipaments sanitaris i escolars
El 2009 hi havia una escola elemental integrada dins d'un grup escolar amb les comunes properes formant una escola dispersa.

## Poblacions més properes
El següent diagrama mostra les poblacions més properes.